# Melchior d'Hondecoeter
Melchior d'Hondecoeter, né en 1636 à Utrecht et mort le 3 avril 1695 à Amsterdam, est un peintre néerlandais spécialiste de la peinture d'animaux et de natures mortes.

## Biographie
Il a été formé à Utrecht par son père puis par son oncle, Jan Baptist Weenix (Willigen / Meijer 2003, p.111)
Il s'installe à la Haye en 1658 et sa première œuvre datée est de cette année-là (Buijsen 1998, p.169).
Il devint membre de la guilde de La Haye en octobre 1659 et en 1662, chef de la Fraternité des peintres (Confrérie Pictura) (Thieme / Becker volume 17 [1924], page 433).
Il s'installa ensuite à Amsterdam avant septembre 1664, et il y achète sa citoyenneté en 1668. (Thieme / Becker vol 17 [1924], p 433).
Il a eu pour élève Willem Frederik van Royen et très certainement Adriaen Coorte.

## Œuvres
- Oiseaux morts et matériel de chasse, vers 1665, huile sur toile, 104 × 82 cm, Musée Boijmans Van Beuningen, Rotterdam[2]

- Paons et Canards, vers 1680, huile sur toile, 211 × 177 cm, The Wallace Collection, Londres
- Oiseaux de basse-cour,  huile sur toile, 182 × 105 cm, Musée Condé, Chantilly
- Paons, mâle et femelle, 1681, huile sur toile, Petit Palais, Paris
- Fillette au paon, vers 1680, huile sur toile, 128 × 181 cm, Musée des beaux-arts de Reims. La fillette aurait été peinte par Jan de Baen ou Gérard Hoet (archives Galerie Caillieux, Paris)[3]
- Poules et Canards, vers 1680, huile sur toile, 115 × 136 cm, Mauritshuis, La Haye[4]
- Oiseaux aquatiques, vers 1685, Musée beaux-arts Gand
- Importante collection au Rijksmuseum Amsterdam :
  - Sac de chasseur sur une terrasse, vers 1678, huile sur toile, 211 × 137 cm[5]
  - Un pélican et d'autres oiseaux près d'une pièce d'eau, vers 1680, huile sur toile, 159 × 144 cm[6]
  - La Ménagerie, vers 1690, huile sur toile, 135 × 116 cm[7]

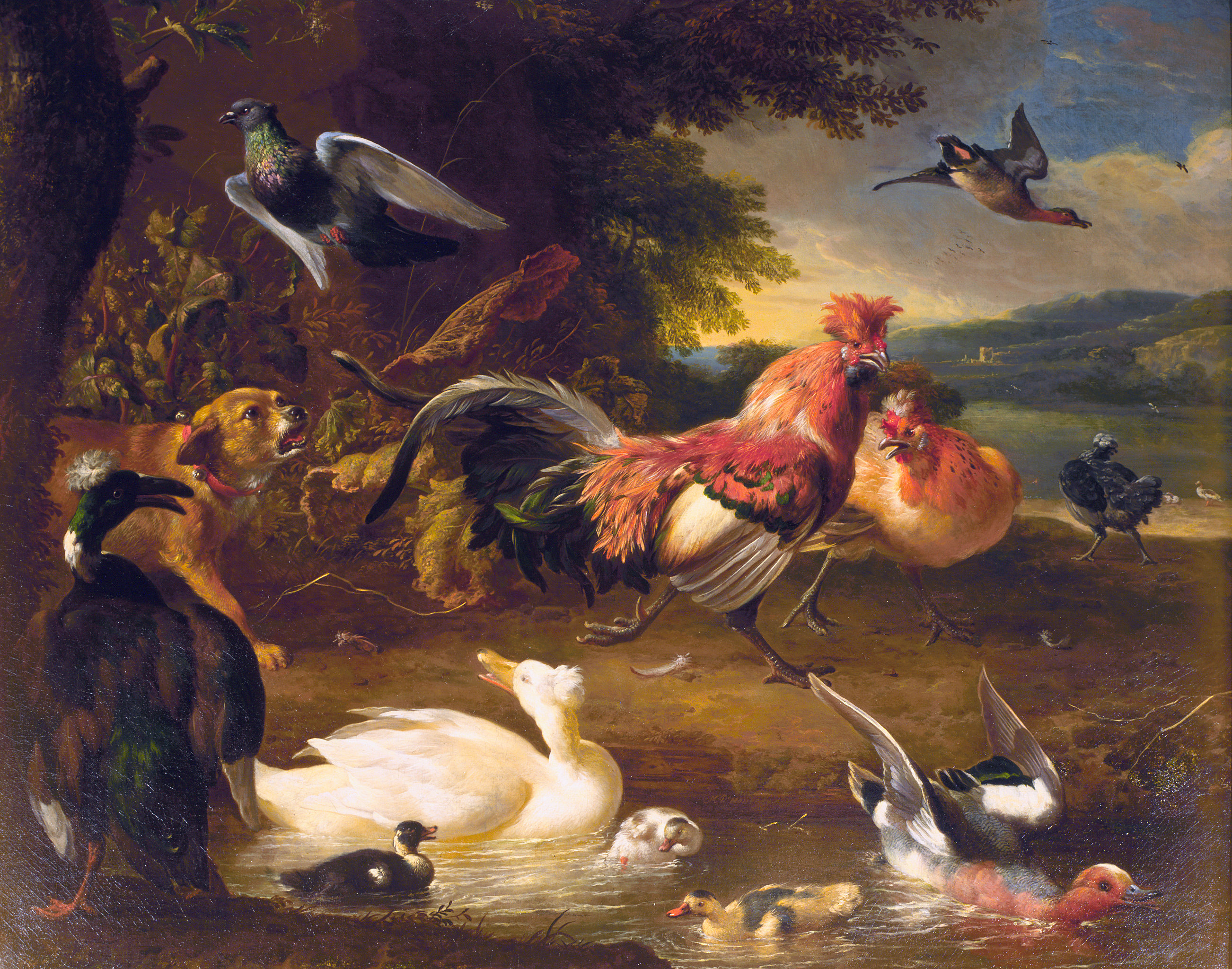
Poules et Canards, 1660-1690 Mauritshuis.
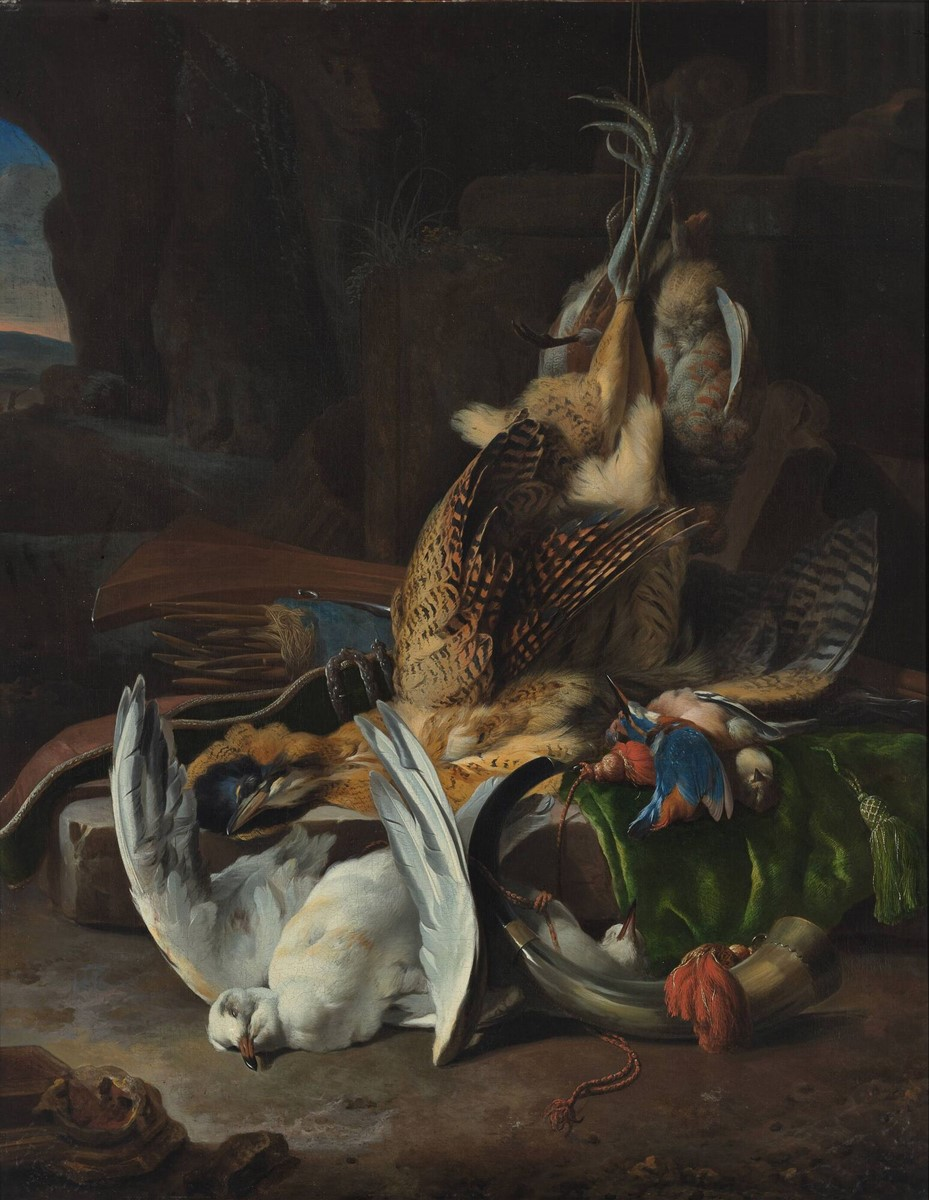
Oiseaux morts et Accessoires de chasse vers 1665, Rotterdam.
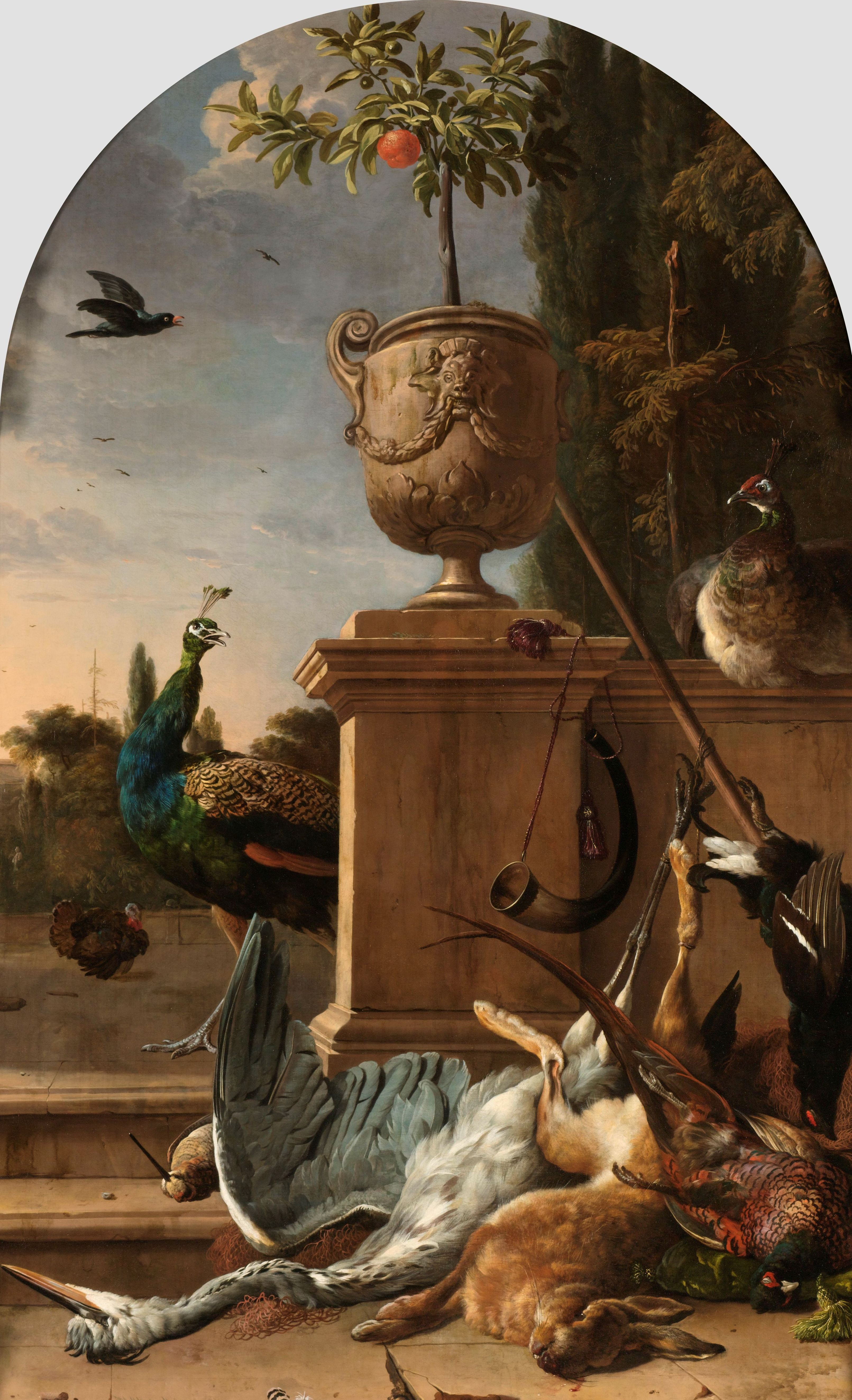
Trophée de chasse, 1678 Rijksmuseum Amsterdam.
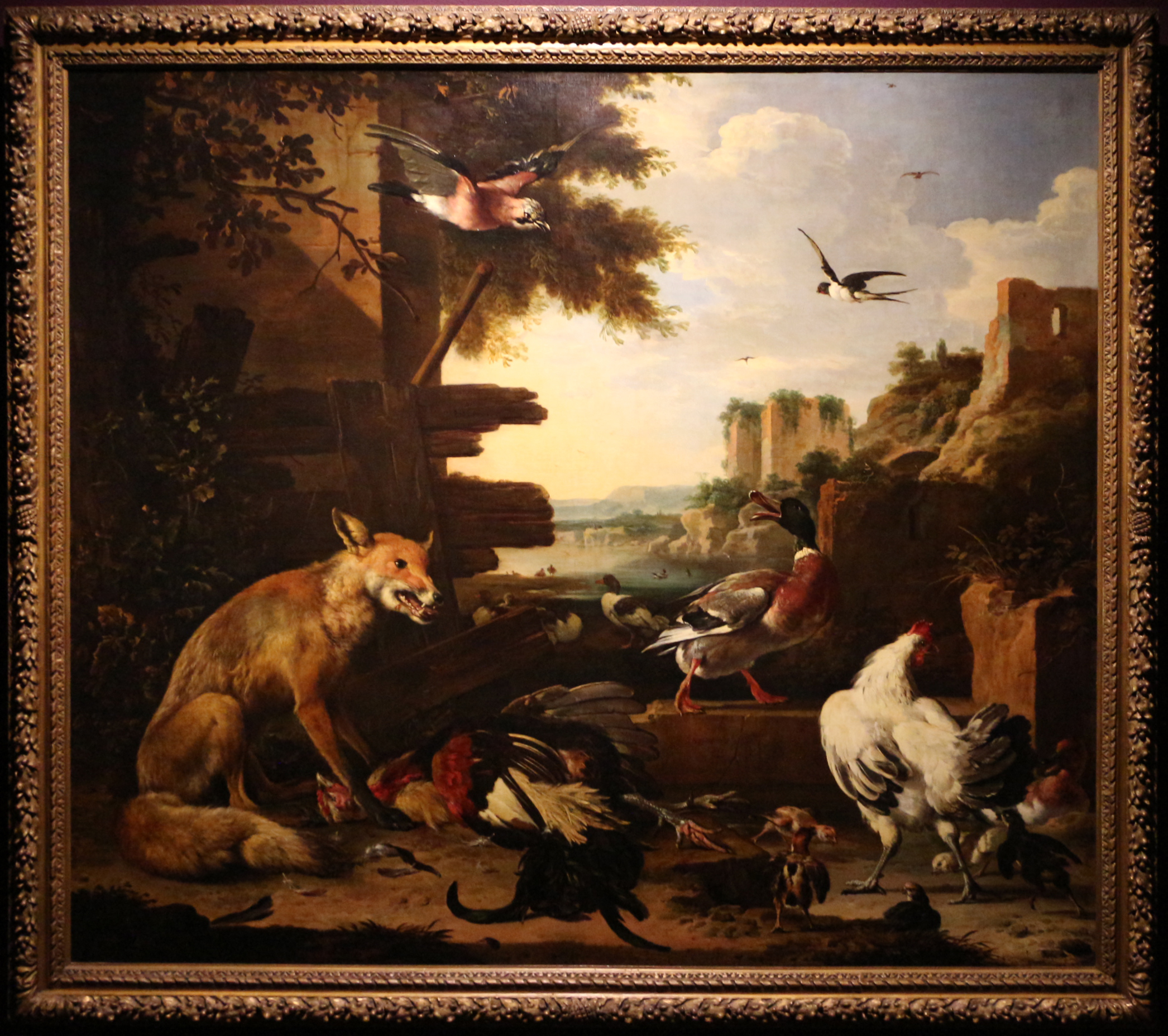
Renard dans un poulailler, 1678.
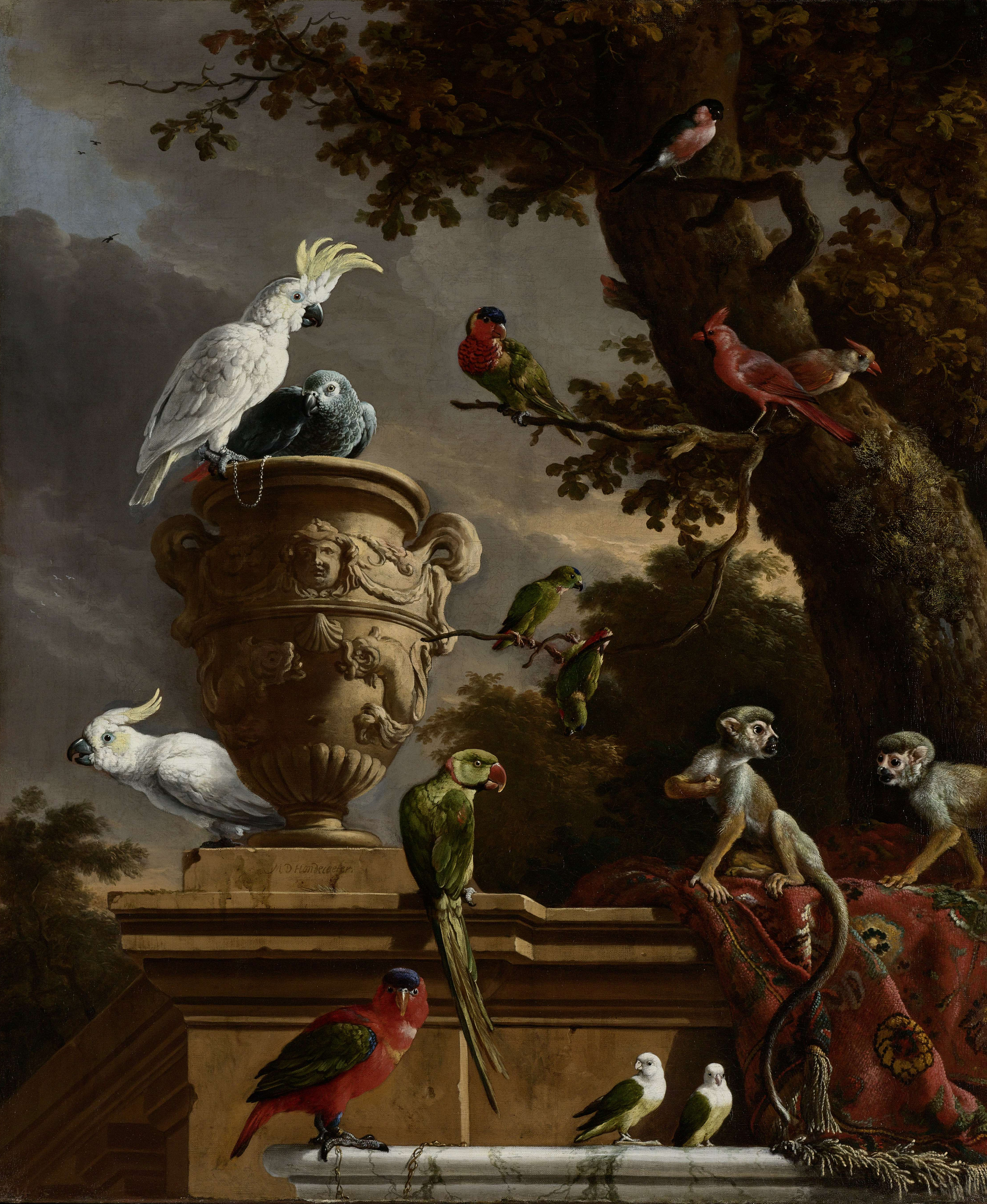
La Ménagerie, vers 1690 Rijksmuseum.
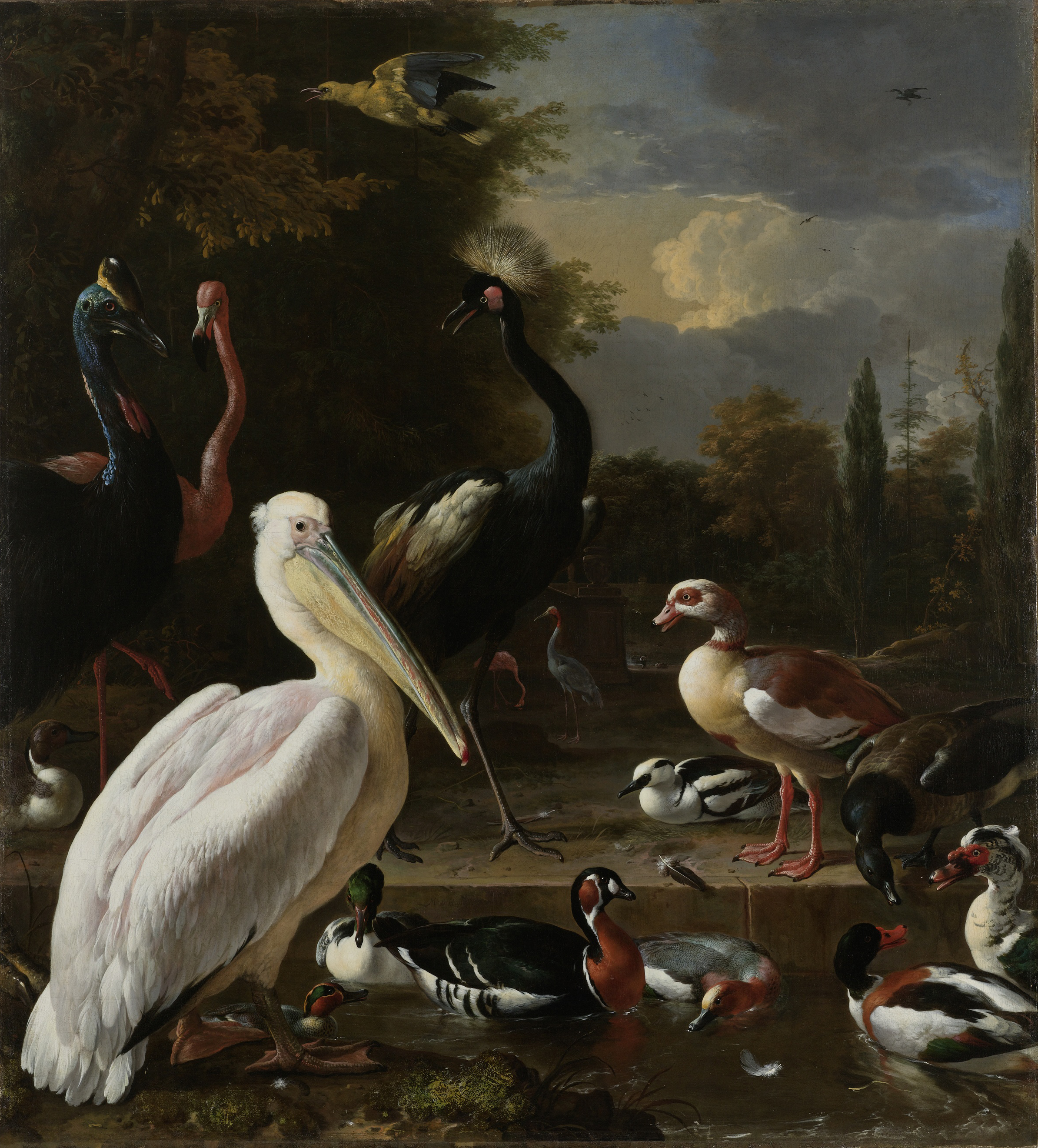
Un pélican et d'autres oiseaux dans une mare 1680, Rijksmuseum.